# 활공 폭탄
활공 폭탄, 글라이드 봄(glide bomb) 또는 원거리 폭탄(stand-off bomb)은 비행 제어 표면이 있는 원거리 무기로 표면이 없는 기존 폭탄보다 더 평평하고 활공하는 비행 경로를 제공한다. 이를 통해 표적 바로 위가 아닌 멀리 떨어진 곳에서 발사할 수 있어 발사 항공기가 표적 근처의 대공 방어 장치에 노출되지 않고 성공적인 공격이 가능하다. 활공 폭탄은 순항 미사일과 비슷한 방식으로 탄두를 적은 비용으로 정확하게 전달할 수 있으며(때로는 단순한 무유도 폭탄에 비행 제어 키트를 설치하여), 작은 레이더 반사 면적, 짧은 비행 시간으로 인해 지대공 미사일이 요격하기가 매우 어렵다. 대부분의 경우 유일한 효과적인 대응책은 적 항공기가 발사 범위 내에 접근하기 전에 격추하는 것이다. 이를 통해 전시 긴급 상황으로 인해 이를 방지할 수 있는 활공 폭탄이 매우 강력한 무기가 된다.
독일의 프리츠 X 및 헨셸 Hs 293과 같은 제2차 세계 대전 활공 폭탄은 원격 제어 시스템의 사용을 개척하여 제어 항공기가 정밀 유도 탄약의 선구적인 형태로서 폭탄을 정확한 목표물에 보낼 수 있게 했다. 최신 시스템은 일반적으로 GPS 또는 레이저 지정자를 사용하여 목표물을 타격하는 자체 유도 또는 반자동이다.

## 같이 보기
- GBU-39
- 통합직격탄
- 페이브웨이